# Dietrich Wildung
Dietrich Wildung, né le 7 juin 1941 à Kaufbeuren (Bavière), est un égyptologue allemand.

## Biographie
Il a été directeur de l’Ägyptische Sammlung de Munich, puis directeur du musée égyptologique de Berlin où il a été remplacé par Friederike Seyfried en 2009.
Il a dirigé des fouilles dans le delta du Nil et organisé des expositions internationales sur l’Égypte antique. Il est spécialiste de l’art égyptien.
En 2003, il commandite à deux artistes hongrois une statue en bronze représentant un corps dénudé de femme sur laquelle viendrait se loger la tête en calcaire polychrome de Néfertiti, l’épouse d'Akhenaton. Cette initiative a déclenché une polémique en Égypte, les autorités égyptiennes n'acceptant pas que l’épouse du chef de l'État — même si c'était il y a plus de trois mille ans — expose son corps au regard concupiscent du premier venu. La presse du Caire a hurlé « au crime », Zahi Hawass a dénoncé une « insulte à l’histoire de l’Égypte », et le ministre égyptien de la culture, Farouk Hosni, a exigé le retour immédiat de l’inestimable buste. Dietrich Wildung a jugé ces reproches absurdes, expliquant que la statue en bronze associée au buste de Néfertiti respectait les canons pharaoniques, mais, tout comme lorsque la statue fut exposée au musée de Berlin en 1922, et que l’Égypte décida d’interdire aux archéologues allemands de fouiller sur leur sol, l’Égypte a déclaré Dietrich Wildung persona non grata à la suite de cette affaire. Depuis, Hawass a demandé officiellement à l’Allemagne un prêt du buste pour l’ouverture du nouveau Grand Musée égyptien, prévue en 2012 près du site de Gizeh.

## Publications
- L’Âge d'Or de l’Égypte : Le Moyen Empire  (trad. de l'allemand), Fribourg, PUF, 1984, 243 p. (ISBN 2-13-037960-5)
- Égypte : de la Préhistoire aux Romains [« Egypt: From Prehistory to the Romans »]  (trad. de l'allemand par Denis-Armand Canal), Cologne, Lisbonne, Paris, Taschen, 1997 (réimpr. 2001), 237 p. (ISBN 3-8228-1222-6)
- (en) Egyptian Saints : Deification in Pharaonic Egypt, New York, New York University Press, 1977, 110 p. (ISBN 0-8147-9169-7)
- (de) Imhotep und Amenhotep : Gottwerdung im alten Ägypten, München/Berlin, Deutscher Kunstverlag, 1977, 320 p. (ISBN 3-422-00829-2)
- (de) Sesostris und Amenemhet : Ägypten im Mittleren Reich, Hirmer, 1984, 255 p. (ISBN 3-7774-3720-4)
- (en) Sudan : ancient kingdoms of the Nile, Paris, Flammarion, 1997, 428 p. (ISBN 2-08-013637-2)